# Steep Holm
Steep Holm (a volte Ynys Ronech in gallese) è un'isola calcarea situata nell'estuario del fiume Severn nel Canale di Bristol. Amministrativamente ricade nella Contea cerimoniale di Somerset, Inghilterra. Circa 3,80 chilometri a Nord di Steep Holm si trova l'isola gallese di Flat Holm.